# T2中戦車
T2中戦車（T2ちゅうせんしゃ、T2 Medium Tank）とは、1930年代初頭に開発されたアメリカ陸軍の試作中戦車である。

## 概要
1920年代前半、アメリカ陸軍は今後の戦車開発の方針として、5トン級の軽戦車と15トン級の中戦車の2種類を配備することを決定した。その内の15トン級中戦車がT2中戦車である。

当初、この計画は、M1924中戦車と呼ばれ、M1921中戦車をスケールダウン（＝軽量化）したようなものであった。M1924中戦車は、砲塔の他に、車体前面に砲が搭載された。
 - M1924中戦車のモックアップ
1926年3月11日、兵器委員会はT1中戦車の研究と並行して、M1924中戦車の研究を行うことを承認した。
しかし、1926年秋以降、戦車のコンセプトそのものが変わり、当初のM1924中戦車の要素は無くなり、全くの別物となった。

T1軽戦車シリーズの設計者であるハリー・ノックスは、T2中戦車の設計に当たり、ヴィッカース中戦車 Mk.Iを参考にした。T2中戦車のレイアウトはヴィッカース中戦車 Mk.Iと非常によく似ており、エンジンは車体前方右側にあり、隔壁で覆われていた。操縦手はその左側に配置された。車体後部は戦闘室で、車体後面に観音開きの乗降扉があった。戦闘室の外側の車体左側面の箱は、安全のために車外に設けられた燃料（ガソリン）タンクである。なお、反対側の車体右側面の箱は無線機収納箱である。トランスミッションと起動輪は、車体後方にあった。排気管は、右フェンダーの下側にあった。
 - T2中戦車の断面図

基本設計はT1軽戦車の拡大版であり、各部の共通化が図られていた。試作車の製造にあたっては、実際に多くの部品をT1軽戦車から流用している。
この、「軽戦車を基に中戦車を開発する」手法は、後に、M2軽戦車の部品を使ってM2中戦車を開発するという、成功に繋がった。

主武装のブローニング 47 mm半自動砲（セミオートマチックガン）は、5発ごとにまとめたクリップによって給弾された。この砲は、ブローニング社が1920年代初頭から開発していた37 mm機関砲を基に、口径を拡大した物であった。この砲と対となる同軸機銃は、ブローニング M2 HB 12.7 mm重機関銃であった。この、半自動砲と重機関銃の組み合わせは、当時存在したあらゆる戦車に対処するのに十分であった。
しかし、それでも不十分と考えられたのか、さらに、副武装として、操縦手の右側に、ブローニング 37 mm半自動砲（セミオートマチックガン）とブローニング M1919 7.62 mm機関銃からなる、T3E1システムを搭載した。この37 mm半自動砲も、5発クリップによって給弾された。
前面装甲厚は22 mmに達した。これは小銃や軽機関銃に対しては十分であった。
エンジンは、リバティ L-12で、出力は312 hpに抑えられたが、出力重量比は22.1 hp/tと、十分な数値が得られた。
サスペンションは、T1E1軽戦車の物を発展させたもので、片側に、12個の転輪と4個の支持輪を備えていた。381 mmに広げられた履帯も、T1E1軽戦車から受け継がれたものであった。

1929年に新型中戦車の製造が開始され、1930年末には実験用の試作車が完成していた。
1930年12月下旬、T2中戦車の実験用の試作車が、アバディーン性能試験場に到着し、同月から機動試験が開始された。
機動試験の結果、操縦手の視界が悪いことが判明した他、理論値では路上最高速度40 ㎞/h出るはずが、実用上では32 ㎞/hしか出せないことが判明した。それ以上の速度ではサスペンションが保たないことが判明した。このサスペンションの問題が解決されることは無かった。
また、47 mm半自動砲の砲尾が重いというアンバランス問題も発覚した。
機動試験の後、戦車は改良のために、製造工場に戻された。
主砲のアンバランス問題解決のために主砲防盾にカウンターウェイトが取り付けられた。この頃、車体左側面の車外燃料タンクが追加され、2つになった。また、1931年5月頃、副武装のT3E1システムが撤去され、旧式のM1918 37 mm短戦車砲のT1システムに変更された。この頃、砲塔内の主武装が撤去された。主砲や副砲が撤去された理由は不明であるが、以後に開発された戦車には搭載されていないことからして、車載砲としては失敗作であったのかもしれない。さらに、1931年夏頃、T1システムも撤去された。その代わりに、車体に機銃用のボールマウントが、さらに、対空機関銃用のマウントが、設置されたが、それらに機銃が追加されることはなかった。足回りは、ヴィッカース中戦車 Mk.IIに搭載されていたものと同様の新型履帯に変更された。
改良の終わったT2中戦車は、1932年1月に、アバディーン性能試験場に再度送られた。

T2中戦車は、近代的で、量産性に優れていた。しかし、T2中戦車が量産されることは無かった。
その理由は2つあった。
一つは、1929年9月に始まった金融恐慌による、国防予算の削減。
もう一つは、T2中戦車より、はるかに優れた、ライバルの登場、である。
1931年1月、ニュージャージー州ラーウェイにて、コンバーチブルドライブ車（装輪装軌併用式戦車）である、「クリスティーM1931中戦車」の公開デモンストレーションが行われた。この、クリスティーM1931中戦車の兄弟車は、ソ連のBTやイギリスの巡航戦車 Mk.IIIの基となった車両である。
この新型戦車は、武装を除く全ての性能で、競合他社の戦車を凌駕していた。T2中戦車と同じ、リバティ L-12エンジンのおかげで、当時としては破格の速度に達することができた。装輪時には、その差はさらに大きくなった。クリスティーM1931中戦車の先進的なデザインと比べると、T2中戦車は遺物のように見えた。
1932年、巻き返しを図る兵器局によって、T2中戦車は、歩兵戦車の中心地であった、フォート・ベニングの第67歩兵中隊（1932年10月に第2戦車中隊から改編）に送られた。
そこで、定期的に訪れる下院議員たちの前で、クリスティー戦車との比較デモンストレーションが行われた。両車の優劣は、誰の目にも明らかであった。

T2中戦車は、1930年から1932年にかけて、ロックアイランド造兵廠にて、1輌のみ製造され、各種のテストが行われた後に、退役した。
製造された唯一の車両は、1930年代の後半にアバディーン軍備博物館に送られて以来、長らくそこに留まり、近年、ヴァージニア州のフォート・リー駐屯地に移されて展示され、現在はアラバマ州アニストンにて、修復を待っている。

## 登場作品
『World of Tanks』（オンラインゲーム）
アメリカ中戦車T2 Medium Tankとして登場。